# Can Tiranasi
Can Tiranasi és una masia de Badalona, situada al barri de Dalt de la Vila, protegida com a Bé Cultural d'Interès Local des de 1984.
La casa es troba nucli antic de Badalona, el barri de Dalt de la Vila. Té la seva entrada principal al carrer de Sant Sebastià, tot i que també té accessos al carrer de la Costa.
Va ser construïda al segle XVIII, tot i que ha estat reformada al llarg del temps. Actualment és una construcció entre mitgeres, amb pati, que procedeix d'una antiga masia, que ha quedat integrada en la trama urbana. Consta de tres volums i té tres façanes diferents: dues a la banda del carrer de la Costa és planta baixa i pis, una d'elles amb golfes, que corresponen a habitatge. Els arcs de les portes estan rebaixats en tots els casos, i en destaca l'arc de l'entrada al carrer de Sant Sebastià, construït de maó sobre murs de maçoneria, que dona accés al pati d'entrada de la casa.
Era l'antiga casa dels traginers de Badalona. El nom amb que és coneguda prové d'aquesta professió: «Tira-Nasi».